# Marçal Ballús i Bertran
Marçal Ballús i Bertran (Barcelona, 21 de juliol de 1871 - Sabadell, 25 de febrer de 1937) fou un odontòleg i pioner de la cinematografia a Catalunya.

## Biografia
Fou fill de Jaume Ballús i Roca, un prestigiós herbolari del pla de la Boqueria de Barcelona, nascut a la Garriga, i de la seva esposa, Vicenta Bertran Canet. Va estudiar medicina i odontologia a la Universitat de Barcelona. Pels volts de 1890 va anar ocasionalment a Sabadell per fer una suplència d'un dentista i acabà establint-se a la ciutat, amb casa i consultori al capdamunt de la Rambla. Però al marge de l'ofici, la seva gran passió va ser la fotografia i el cinema, que va veure néixer a París, el 28 de desembre de 1895. Marçal Ballús va anar a París a les primeres sessions d'exhibició cinematogràfica, al Salon Indien del Gran Café, al Boulevard des Capucines, en què els germans Lumière donaren a conèixer les primeres cintes cinematogràfiques, preses de la vida quotidiana, amb l'aparell que havien construït. L'entusiasme va portar Ballús a contactar amb els germans Lumière per encarregar-los un dels seus famosos aparells, que el febrer de 1897 portava a Sabadell amb unes quantes pel·lícules.
El 27 d'abril del 1897, va projectar les pel·lícules –entre les quals Miss Fuller– en públic al teatre dels Campos de Recreo. Va ser la primera sessió de cinema de la ciutat i probablement de tot Catalunya. L'exhibició va tenir molt d'èxit i es va repetir unes quantes nits amb el programa renovat.
Ballús feu construir una barraca de fusta al pla de l'Os, a l'actual plaça del Doctor Robert, per a les projeccions cinematogràfiques a l'inici de 1901, però un incendi la va destruir abans d'acabar l'any. Aleshores arrendà el teatre Cervantes i, en contacte amb els Lumière, Georges Méliès i Charles Pathé, adquirí pel·lícules que projectà amb regularitat i encara les llogà a altres empresaris de fora de Sabadell.
El 21 de desembre de 1984 Sabadell li va atorgar un carrer al barri de Sant Julià.